# Айестаран, Лауро
Лау́ро Айестара́н (исп. Lauro Ayestarán; 9 июля 1913, Монтевидео, Уругвай — 22 июля 1966, там же) — уругвайский музыковед, фольклорист, историк музыки и педагог.

## Биография
Айестаран, сын Николаса Айестарана и Аны Марии Фернандес. Учился в иезуитском Колледже Святого Сердца. В 1934 году окончил Консерваторию Ларримбе (исп. Conservatorio Larrimbe) (фортепиано и теория музыки). Параллельно получил диплом права в Институте Альфредо Васкеса Асеведо и на правовом факультете Республиканского университета. Ещё будучи студентом выступал в местной прессе как музыкальный, театральный и кино- критик. Среди изданий, в которых он печатался: «El Bien Público», «Marcha», «El País», «El Plata», «El Día». С 1937 года преподавал в средних учебных заведениях. В 1946 году возглавил кафедру музыковедения гуманитарного факультета Республиканского университета. За свою книгу «Музыкальная жизнь в Уругвае» он был награжден Национальной премией по истории «Пабло Бланко Асеведо».
Был женат на уругвайской балерине и хореографе Флоре де Марии Родригес (1913—2001)

## Сочинения
- Doménico Zipoli. El gran compositor y organista romano del 1700 en el Río de la Plata. Museo Histórico Nacional. 1941.
- Crónica de una temporada musical en el Montevideo de 1830 Ediciones Ceibo. 1943.
- Fuentes para el estudio de la música colonial uruguaya Universidad de la República. 1947.
- La música indígena en el Uruguay Universidad de la República. 1949.
- La primitiva poesía gauchesca en el Uruguay. Tomo 1 El Siglo Ilustrado. 1950.
- La misa para el día de difuntos de Fray Manuel Ubeda Universidad de la República. 1952.
- La música en el Uruguay. Tomo I Sodre. 1953.
- Virgilio Scarabelli Monteverde. 1953.
- Luis Sambucetti. Vida y obra Museo Histórico Nacional. 1956.
- El centenario del Teatro Solís Comisión de Teatros Municipales. 1956.
- La primera edición uruguaya del "Fausto" de Estanislao del Campo Universidad de la República. 1959.
- Presencia de la Música en Latinoamérica. La joven generación musical y sus problemas. Universidad de la República. 1959.
- Doménico Zipoli. Vida y obra Museo Histórico Nacional. 1962.
- El Minué Montonero en colaboración con Flor de María Rodríguez. Ediciones de la Banda Oriental. 1965.